# Shōsetsuka ni Narō
Shōsetsuka ni Narō (小説家になろう n.đ.. "Hãy trở thành tiểu thuyết gia") là một trang web xuất bản tiểu thuyết Nhật Bản có nội dung do người dùng tạo được Umezaki Yusuke ra mắt vào năm 2004. Người dùng có thể tải lên tiểu thuyết của họ miễn phí và tiểu thuyết cũng được đọc miễn phí. Trang web lưu trữ hơn 400.000 tiểu thuyết, gần 800.000 người dùng đăng ký và nhận được hơn 1 tỷ lượt xem trang mỗi tháng.
Hơn một trăm tiểu thuyết được tải lên trang web đã được các nhà xuất bản khác nhau mua lại. Thành công trong số này là Log Horizon, được đăng tải lên trang web vào năm 2010 và được Enterbrain mua lại vào năm sau, hay Kẻ dị biệt tại trường học phép thuật, được đăng tải lên từ năm 2008 đến 2011 trước khi được mua lại bởi Dengeki Bunko.
Nhãn hiệu light novel Monster Bunko của Futabasha đã được thành lập vào ngày 30 tháng 7 năm 2014, với mục tiêu xuất bản độc quyền các tiểu thuyết có nguồn gốc từ Shōsetsuka ni Narō.

## Tác phẩm tiêu biểu
- Arifureta – Từ tầm thường đến bất khả chiến bại (2013–nay) (Shirakome Ryo)
- Honzuki no Gekokujō (2013–2017) (Kazuki Miya)
- Vì con gái, tôi có thể đánh bại cả Ma vương (2014–nay) (Chirolu)
- Đến thế giới mới với smartphone! (2013–nay) (Patora Fuyuhara)
- Infinite Dendrogram (2015–nay) (Kaidō Sakon)
- Isekai Cheat Magician (2012–nay) (Uchida Takeru)
- Isekai Izakaya "Nobu" (2012–nay) (Semikawa Natsuya)
- Itai no wa Iya nano de Bōgyoryoku ni Kyokufuri Shitai to Omoimasu. (2016–nay) (Yuumikan)
- Diệt Slime suốt 300 năm, tôi level MAX lúc nào chẳng hay (2016-nay) (Morita Kisetsu)
- Tớ muốn ăn tụy của cậu (2014) (Sumino Yoru)
- Kenja no Mago (2015–nay) (Yoshioka Tsuyoshi)
- Overlord (2012–nay) Kugane Maruyama
- Re:Zero − Bắt đầu lại ở thế giới khác (2012–nay) (Tappei Nagatsuki)
- Isekai Shokudō (2013–nay) (Junpei Inuzuka)
- Gaikotsu kishi-sama, tadaima isekai e odekake-chū (2015–nay) (Ennki Hakari)
- Tôi là nhện đấy, có sao không (2015–nay) (Okina Baba)
- Về chuyện tôi chuyển sinh thành Slime (2013–2016) (Fuse)
- Kẻ dị biệt tại trường học phép thuật (2008–2011) (Satō Tsutomu)
- Tate no Yūsha no Nariagari (2012–2015) (Yusagi Aneko)